# دو بچه کافیست
دو بچه کافیست یا دو فرزند کافیست شعار مشهوری در ایران است که در راستای برنامه تنظیم خانواده در ایران داده می‌شد. صدا و سیما در همین زمینه تیزرهایی در شبکه‌های مختلف خود پخش می‌کرد و این شعار را ترویج می‌کرد. ترویج این شعار در جامعه بسیار موفق بود و به برنامه کنترل جمعیت ایران کمک شایانی کرد.